# Borsonella abrupta
Borsonella abrupta é uma espécie de gastrópode do gênero Borsonella, pertencente à família Borsoniidae.